# NGC 46
NGC 46 je zvijezda u zviježđu Ribama.

## Vanjske poveznice
- SEDS: NGC 0046